# Karolin Braunsberger-Reinhold
Karolin Braunsberger-Reinhold, née le 3 novembre 1986 à Wolfen, est une femme politique allemande.
En octobre 2021, elle devient députée européenne en remplacement de Sven Schulze à la suite de sa démission. Son mandat prend fin avec la législature le 15 juillet 2024.

## Biographie
Elle est adepte de l'Esport est organise un tournoi à Barleben. Elle préside aussi une association de soutien aux forces de l'ordre.